# Receptor do fator de crescimento semelhante à insulina tipo 1
O receptor do fator de crescimento semelhante à insulina 1 (IGF-1R ou IGF1R) é uma proteína encontrada na superfície das células humanas. É um receptor transmembrana [en] que é ativado por um hormônio chamado fator de crescimento semelhante à insulina 1 (IGF-1) e por um hormônio relacionado chamado IGF-2. Ele pertence à grande classe de receptores de tirosina quinase. Esse receptor medeia os efeitos do IGF-1, que é um hormônio proteico polipeptídico semelhante à insulina em termos de estrutura molecular. O IGF-1 desempenha um papel importante no crescimento e continua a ter efeitos anabólicos em adultos, o que significa que ele pode induzir a hipertrofia do músculo esquelético e de outros tecidos-alvo. Os camundongos que não possuem o receptor de IGF-1 morrem no final do desenvolvimento e apresentam uma redução drástica na massa corporal. Isso atesta o forte efeito promotor de crescimento desse receptor.

## Estrutura

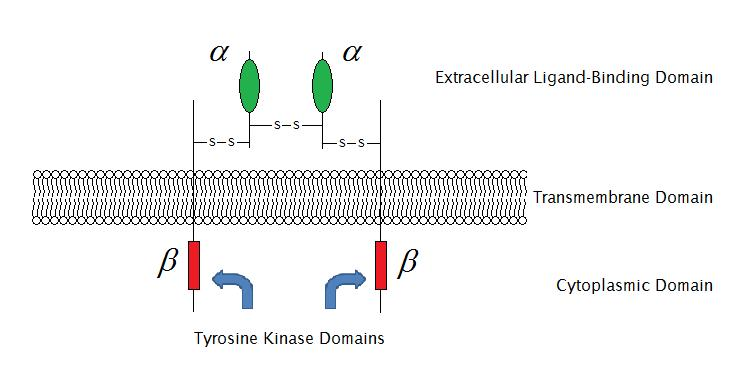
Diagrama esquemático da estrutura do IGF-1R

Duas subunidades alfa e duas subunidades beta compõem o receptor de IGF-1. As subunidades α e β são sintetizadas a partir de um único precursor de mRNA. Em seguida, o precursor é glicosilado, clivado proteoliticamente e reticulado por ligações de cisteína para formar uma cadeia αβ transmembrana funcional. As cadeias α estão localizadas extracelularmente, enquanto a subunidade β atravessa a membrana e é responsável pela transdução de sinal intracelular após a estimulação do ligante. O IGF-1R maduro tem um peso molecular de aproximadamente 320 kDa. O receptor é membro de uma família que consiste no receptor de insulina e no  IGF-2R (e seus respectivos ligantes IGF-1 e IGF-2), juntamente com várias proteínas de ligação ao IGF.
Tanto o IGF-1R quanto o receptor de insulina têm um local de ligação para ATP, que é usado para fornecer os fosfatos para a autofosforilação. Há uma homologia de 60% entre o IGF-1R e o receptor de insulina. As estruturas dos complexos de autofosforilação dos resíduos de tirosina 1165 e 1166 foram identificadas em cristais do domínio da quinase do IGF1R.
Em resposta à ligação do ligante, as cadeias α induzem a autofosforilação da tirosina das cadeias β. Esse evento desencadeia uma cascata de sinalização intracelular que, embora seja específica do tipo de célula, geralmente promove a sobrevivência e a proliferação celular.

## Membros da família
Os receptores de tirosina quinase, incluindo o receptor de IGF-1, medeiam sua atividade causando a adição de grupos fosfato a tirosinas específicas em determinadas proteínas dentro de uma célula. Essa adição de fosfato induz o que é chamado de cascatas de "sinalização celular", e o resultado usual da ativação do receptor de IGF-1 é a sobrevivência e a proliferação em células compatíveis com a mitose e o crescimento (hipertrofia) em tecidos como o músculo esquelético e o músculo cardíaco.

## Função

### Desenvolvimento embrionário
Durante o desenvolvimento embrionário, a via do IGF-1R está envolvida no desenvolvimento dos botões dos membros.

### Lactação
A via de sinalização do IGFR é de importância fundamental durante o desenvolvimento normal do tecido da glândula mamária durante a gravidez e a lactação. Durante a gravidez, há uma intensa proliferação de células epiteliais que formam o tecido do ducto e da glândula. Após o desmame, as células sofrem apoptose e todo o tecido é destruído. Vários fatores de crescimento e hormônios estão envolvidos nesse processo geral, e acredita-se que o IGF-1R tenha funções na diferenciação das células e um papel fundamental na inibição da apoptose até que o desmame seja concluído.

### Sinalização da insulina
O IGF-1 se liga a pelo menos dois receptores de superfície celular: o receptor de IGF1 (IGF1R) e o receptor de insulina. O receptor de IGF-1 parece ser o receptor "fisiológico" - ele se liga ao IGF-1 com afinidade significativamente maior do que se liga à insulina. Assim como o receptor de insulina, o receptor de IGF-1 é um receptor tirosina quinase, o que significa que ele sinaliza causando a adição de uma molécula de fosfato em determinadas tirosinas. O IGF-1 ativa o receptor de insulina em aproximadamente 10% da potência da insulina. Parte dessa sinalização pode ser feita por meio de heterodímeros IGF1R/receptor de insulina (o motivo da confusão é que os estudos de ligação mostram que o IGF-1 se liga ao receptor de insulina 100 vezes menos bem do que a insulina, mas isso não se correlaciona com a potência real do IGF-1 in vivo na indução da fosforilação do receptor de insulina e da hipoglicemia).

### Envelhecimento
Estudos em camundongos fêmeas demonstraram que tanto o núcleo supraóptico (NSO) quanto o núcleo paraventricular [en] (PVN) perdem aproximadamente um terço das células imunorreativas ao IGF-1R com o envelhecimento normal. Além disso, os camundongos idosos com restrição calórica (RC) perderam um número maior de células não imunorreativas ao IGF-1R, enquanto mantiveram contagens semelhantes de células imunorreativas ao IGF-1R em comparação com os camundongos idosos-Al. Consequentemente, os camundongos antigos com RC apresentam uma porcentagem maior de células imunorreativas ao IGF-1R, refletindo o aumento da sensibilidade hipotalâmica ao IGF-1 em comparação com os camundongos que envelhecem normalmente.

### Craniossinostose
Mutações no IGF1R foram associadas à craniossinostose.

### Tamanho do corpo
Foi demonstrado que o IGF-1R tem um efeito significativo sobre o tamanho corporal em raças de cães pequenos. Um "SNP não sinônimo no chr3:44.706.389 que altera uma arginina altamente conservada no aminoácido 204 para histidina" está associado a um tamanho corporal particularmente pequeno. "Prevê-se que essa mutação impeça a formação de várias ligações de hidrogênio no domínio rico em cisteína da subunidade extracelular de ligação ao ligante do receptor. Nove das 13 raças de cães pequenos carregam a mutação e muitos cães são homozigotos para ela." Foi demonstrado que indivíduos menores de várias raças de pequeno e médio porte também são portadores dessa mutação.
Os camundongos portadores de apenas uma cópia funcional do IGF-1R são normais, mas apresentam uma redução de aproximadamente 15% na massa corporal. Também foi demonstrado que o IGF-1R regula o tamanho corporal em cães. Uma versão mutante desse gene é encontrada em várias raças de cães pequenos.

### Inativação/deleção do gene
A deleção do gene do receptor de IGF-1 em camundongos resulta em letalidade durante o desenvolvimento embrionário inicial e, por esse motivo, a insensibilidade ao IGF-1, diferentemente do caso da insensibilidade ao hormônio do crescimento (GH) (síndrome de Laron [en]), não é observada na população humana.

## Significado clínico

### Câncer
O IGF-1R está envolvido em vários tipos de câncer, inclusive cânceres de mama, próstata e pulmão. Em alguns casos, suas propriedades antiapoptóticas permitem que as células cancerosas resistam às propriedades citotóxicas dos medicamentos quimioterápicos ou da radioterapia. No câncer de mama, em que os inibidores de EGFR, como o erlotinibe, estão sendo usados para inibir a via de sinalização do EGFR, o IGF-1R confere resistência ao formar metade de um heterodímero (consulte a descrição da transdução de sinal do EGFR na página sobre o erlotinibe), permitindo que a sinalização do EGFR seja retomada na presença de um inibidor adequado. Esse processo é chamado de crosstalk entre EGFR e IGF-1R. Além disso, ele está implicado no câncer de mama, aumentando o potencial metastático do tumor original ao conferir a capacidade de promover a vascularização.
Níveis elevados de IGF-IR são expressos na maioria dos tumores primários e metastáticos de pacientes com câncer de próstata. As evidências sugerem que a sinalização do IGF-IR é necessária para a sobrevivência e o crescimento quando as células do câncer de próstata progridem para a independência androgênica. Além disso, quando as células imortalizadas do câncer de próstata que imitam a doença avançada são tratadas com o ligante IGF-1R, IGF-1, as células se tornam mais móveis. Os membros da família de receptores IGF e seus ligantes também parecem estar envolvidos na carcinogênese de tumores mamários de cães. O IGF1R é amplificado em vários tipos de câncer com base na análise dos dados do TCGA, e a amplificação do gene pode ser um mecanismo para a superexpressão do IGF1R no câncer.
Células de câncer de pulmão estimuladas com glicocorticoides foram induzidas a um estado de dormência reversível que dependia do IGF-1R e das vias de sinalização de sobrevivência que o acompanham.

## Inibidores
Devido à semelhança das estruturas do IGF-1R e do receptor de insulina (IR), especialmente nas regiões do local de ligação do ATP e das regiões de tirosina quinase, é difícil sintetizar inibidores seletivos do IGF-1R. Na pesquisa atual, destacam-se três classes principais de inibidores:
1. Tirfostinas, como AG538[23] e AG1024. Esses produtos estão em fase inicial de testes pré-clínicos. Não se acredita que sejam competitivos em relação ao ATP, embora o sejam quando usados no EGFR, conforme descrito em estudos de QSAR. Apresentam alguma seletividade em relação ao IGF-1R em relação ao IR.
2. Derivados de pirrolo(2,3-d)-pirimidina, como o NVP-AEW541, inventado pela Novartis, que apresenta uma seletividade muito maior (100 vezes) em relação ao IGF-1R do que ao IR.[24]
3. Os anticorpos monoclonais são provavelmente os compostos terapêuticos mais específicos e promissores. O teprotumumabe [en] é uma terapia nova que mostra benefícios significativos para a Doença Ocular da Tireoide [en].

## Interações
- ARHGEF12 [en],[25]
- C-src tirosina quinase [en],[26]
- Gene CBL [en],[27]
- EHD1 [en],[28]
- GRB10 [en],[29][30][31][32]
- IRS1 [en],[30][33][34]
- Mdm2,[27]
- NEDD4 [en],[27][29]
- PIK3R3 [en],[35]
- PTPN11 [en],[33][36]
- Ativador 1 da proteína RAS p21 [en],[36]
- SHC1 [en],[30][34][37]
- SOCS2 [en],[38]
- SOCS3 [en],[39] e
- YWHAE [en].[40]

## Regulação
Há evidências que sugerem que o IGF1R é regulado negativamente pelo microRNA miR-7.